# Fluorouracil
Flúorouracíl (5-FU ali f5U) je analog pirimidina, ki se kot učinkovina uporablja pri zdravljenju raka. Spada med tako imenovane antimetabolite (zaviralce celične presnove).
Kapecitabin je predzdravilo, ki se v telesu presnovi v fluorouracil. 

## Uporaba
Fluorouracil se kot citostatik uporablja že okoli 40 let in deluje po več poteh – poglavitna pot je zaviranje encima timidilat-sintaze in s tem zaviranje sinteze timidina, nukleotida, potrebnega za podvojevanje DNK. Timidilat-sintaza metilira deoksiuridin monofosfat (dUMP) v timidin monofosfat (dTMP). 
Tako kot številni drugi citostatiki tudi fluorouracil deluje na celice po vsem organizmu, zlasti pa na tiste hitro deleče, ki potrebujejo veliko število nukleotidov – takšne so na primer rakave celice ter tudi nekatere zdrave celice organizma (povrhnjica sluznice v prebavilih, lasni mešički ...).
Fluorouracil se uporablja v terapiji raka debelega črevesa in raka trebušne slinavke. Uporablja se tudi v očesni kirurgiji, zlasti pri glavkomu. V tem primeru ščiti pred brazgotinjenjem, kar je sicer eden glavnih zapletov teh operacij. 
Topično (le na določenem predelu) se uporablja v obliki kreme pri nekaterih oblikah keratoze (pretirane poroženelosti kože) in karcinoma bazalnih celic kože.

## Način delovanja
Kot pirimidinski analog se fluorouracil v celici pretvori v različne citotoksične presnovke, ki se nato vgradijo v DNK in RNK ter končno prekinejo celični cikel in povzročijo apoptozo zaradi zaviranja sinteze DNK. Deluje specifično v fazi S celičnega cikla.

## Neželeni učinki
Neželeni učinki vključujejo zaviranje delovanja kostnega mozga, mukolitis, dermatitis, drisko in škodljiv vpliv na srce (kardiotoksičnost). 
Pri poskusih na miših se je izkazalo, da akutno poškoduje osrednje živčevje ter lahko povzroči tudi poslabšanje degeneracije osrednjega živčevja, in sicer zaradi poškodovanja oligodendrocitov, ki proizvajajo mielin.
Pri uporabi pirimidinskih analogov se morajo bolniki zavedati, da pri nekaterih organizem teh učinkovin zaradi genetske predispozicije ne zmore presnoviti. Novejše teorije govorijo, da je takšnh okoli 8 % ljudi v populaciji. Sicer obstajajo testi za ugotavljanje presnovne aktivnosti organizma, vendar niso komercialno dostopni.